# Процедура
Процедура је серија активности, задатака, корака, одлука, калкулација и других процеса, која када се предузима у задатом редоследу, даје прописани резултат. Праћење процедуре треба да произведе поновљиве резултате за исте улазне околности. Због овог разлога, формалне, писане процедуре се обично користе у производњи да би се обезбедили сигурност и конзистентност. Ипак, стално надгледање и побољшавање заједно са правилним управљањем променама је обично препоручљиво да би се обезбедила непрестана употребљивост записаних процедура у околностима промена у набавкама, продуктним спецификацијама или окружујућим процесима рада.
Записане процедуре се обично називају инструкције или рецепти. Процедуре високог нивоа се повремено називају методима.